# Domenico del Barbieri

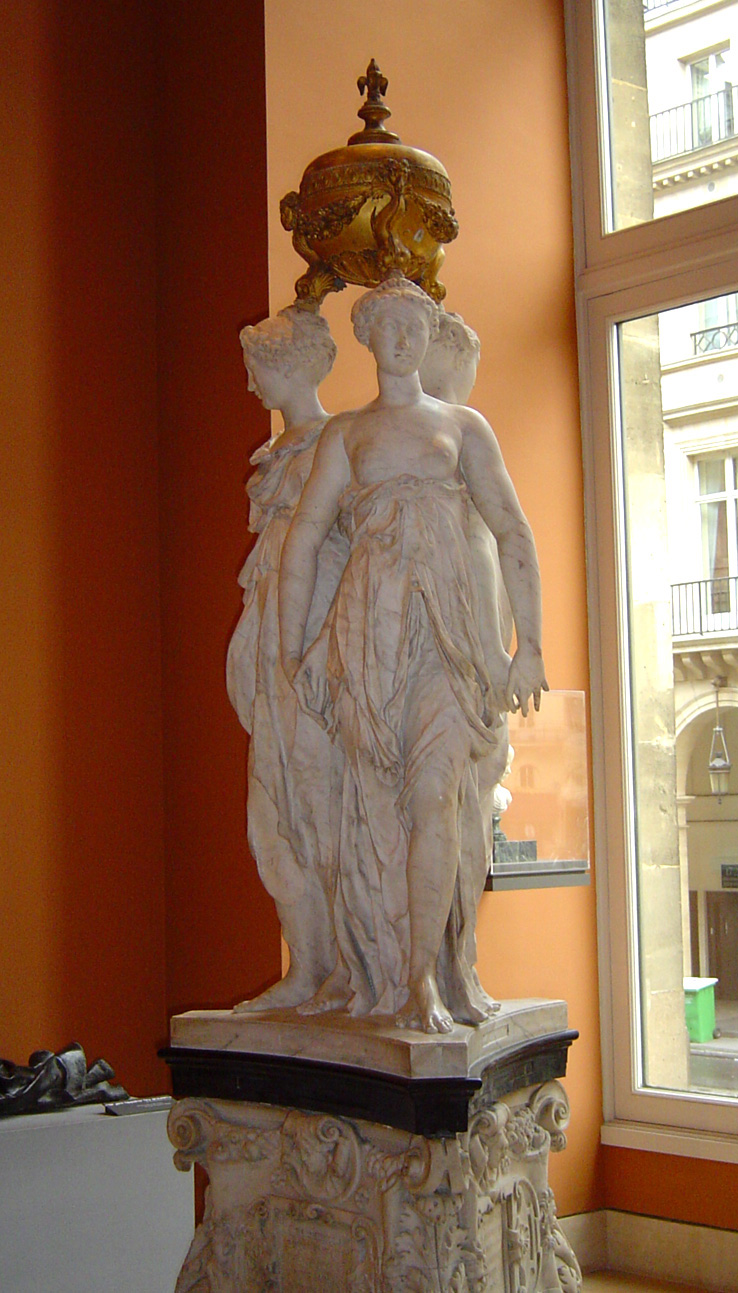
El famoso grupo escultórico de Las tres Gracias, ideado para albergar el corazón del rey Enrique II de Francia. Germain Pilon esculpió el trío protagonista, mientras Del Barbieri talló la base (según diseños de Primaticcio) y también ideó la urna metálica. Resultó destruida en la Revolución de 1789 y fue reemplazada por la actual en el.

Domenico del Barbieri (o del Barbiere), conocido como Domenico Fiorentino y en Francia como Dominique Florentin (¿Florencia?, ca. 1506 – Troyes, Francia, ca. 1570) fue un escultor y grabador italiano que desarrolló prácticamente toda su carrera en Francia, contribuyendo al apogeo de la Escuela de Fontainebleau.

## Carrera
Poco se sabe de sus primeros años; su sobrenombre Fiorentino y testimonios sobre su edad han permitido deducir que nació en Florencia o alrededores hacia 1506.
Hacia 1530-33 se casó y estableció en la próspera localidad francesa de Troyes, y luego se unió al círculo de artistas al servicio de Francisco I de Francia en los enclaves palaciegos de Fontainebleau y Meudon. Diseñó murales y relieves en estuco, y produjo grabados según Rosso Fiorentino, Francesco Primaticcio e incluso Miguel Ángel (Juicio Final de la Capilla Sixtina). Entre sus planchas más llamativas, hay que citar una con cuatro estudios anatómicos (dos esqueletos y dos cuerpos desollados o "écorchés") grabada hacia 1540-45 según un diseño de Rosso. Existen impresiones de ella en el Museo Británico de Londres, Metropolitan Museum of Art de Nueva York y LACMA de Los Ángeles. 
En 1541 regresó a Troyes, donde triunfó como escultor de temas sacros. Su trabajo más famoso, último encargo que se le conoce, es el grupo escultórico presidido por Las tres Gracias de Germain Pilon (1561-62; Louvre), monumento funerario al rey Enrique II de Francia. De Barbiere esculpió la base siguiendo diseños de Primaticcio, e igualmente modeló la urna de cobre que albergaba el corazón del monarca. Por desgracia fue destruida en la Revolución de 1789 y la actual es del siglo XIX. 
Su fecha de fallecimiento tampoco es clara; algunas fuentes dan como buena 1570 si bien otras la adelantan a finales de la década anterior.